# 石湖 (苏州)
石湖是位于苏州西南部的一个淡水湖，紧邻上方山，距离苏州市区约4.5公里。石湖最有名的景点是农历八月十七的“石湖串月”。石湖原来是太湖的内湾，因为越国进攻，凿山脚之石来进入苏州而得此名。